# フジテレビ火曜9時枠の連続ドラマ
- フジテレビジョン > フジテレビ番組一覧
- テレビドラマ > 日本のテレビドラマ一覧
  - フジテレビのドラマ > フジ火9ドラマ

フジテレビ火曜9時枠の連続ドラマ（フジテレビかよう9じわくのれんぞくドラマ）は、3期にわたってフジテレビ系列で毎週火曜日21:00 - 21:54（JST）に放送している連続テレビドラマの放送枠の1つ。

## 概要
本枠は、『月9』や『木曜劇場』とともに高い視聴率を誇るフジテレビのドラマ枠である。
火曜9時枠にドラマ枠を設けたのは1996年4月とされているが、30分ドラマとしては歴史が古く、月曜同様『スター千一夜』との枠交換で1962年10月に開始した『君の名は』が最初。だが当時は火曜と木曜にプロ野球中継（当時の枠は20:00 - 21:30→21:26）が編成されている関係上、ナイターシーズン中の休止や単発ドラマ『松本清張シリーズ』（関西テレビ制作）と『良縁奇縁』、そして単発特別番組枠などのために途切れ途切れに放送、そして30分ドラマは1971年10月 - 12月放送の『いじわるばあさん』（ドラマ第2作。藤村有弘主演）で終了、ドラマ自体も長期の中断となる。その後14年半続いたクイズ番組『なるほど!ザ・ワールド』の枠（旭化成提供枠で後継番組は『メトロポリタンジャーニー』）と水曜日の夜9時の連続ドラマ枠『水曜劇場』を入れ替える形だった（水曜9時ドラマ枠は1997年4月、『メトロポリタンジャーニー』が終了したのに伴い、1年ぶりに再開したが、2003年6月末に『トリビアの泉』放送のため再び廃枠となる。水曜9時枠では2024年現在『ホンマでっか!?TV』を放送中）。
第1作は岸谷五朗主演の『みにくいアヒルの子』であった。『踊る大捜査線』（織田裕二主演）は後に映画化され、社会現象にもなった。また映画の続編として制作された『海猿』（伊藤英明主演）は、その後さらに続編の映画が公開され、大ヒットを記録している。
この他、過去に放送された代表的な作品には、水曜劇場枠で2回シリーズ化された後第3シリーズが本枠で放送された『古畑任三郎』（田村正和主演）、5回シリーズ化された『救命病棟24時』（江口洋介→松嶋菜々子主演）、本枠で2回シリーズ化された後、沢村一樹主演の第3シリーズ以降が月9枠で放送された『絶対零度』（上戸彩主演）、4回シリーズ化された後に映画化され、こちらもヒットした『ナースのお仕事』（観月ありさ主演）や『神様、もう少しだけ』（金城武主演）、人気映画をドラマ化した『WATER BOYS』（山田孝之主演、第2シリーズの『WATER BOYS2』は市原隼人主演）などがある。
2004年以降の作品よりハイビジョン制作に移行。2007年10月以降の作品からはデータ放送が開始され、キャストの紹介やドラマのオリジナルグッズが当たるコーナーが実施されている。また、2009年1月の『メイちゃんの執事』では、翌2月からフジテレビオンデマンドでも配信された。
2009年頃までは王道路線の月9に対して、当枠は挑戦的で自由、遊び心があるドラマを編成していた。これまで職業ものやラブストーリーからサスペンスまで幅広い内容のものが放送され、2000年代以降は『WATER BOYS』をはじめ『花ざかりの君たちへ〜イケメン♂パラダイス〜』など若手の人気俳優をキャストしたり、コミック原作のドラマなどティーン向けの作品を多く制作していたが、2010年の作品より、大人を意識したものにシフトチェンジを図っていた。なお、ティーン向けの作品は2012年4月から2016年3月まで設定されていた『土ドラ』枠での放送が主になり、『土ドラ』廃枠以降は深夜ドラマ枠での放送が主となっている。
2009年は作品の開始の遅れが目立った。『救命病棟24時(第4シリーズ)』は当初7月スタート予定だったが、主演の江口洋介がバイク事故での負傷で収録予定に影響が出たため、時期を1か月ずらして8月11日スタートとなった。10月は同局の土曜ドラマが『ターミネーター:サラ・コナー クロニクルズ』をスタートするため、8月〜9月に土曜ドラマ枠で放送した『オトメン(乙男) 〜夏〜』が、『オトメン(乙男) 〜秋〜』として同枠に移動し4話放送した。そして、11月に『ライアーゲーム シーズン2』をスタートし、2010年1月19日までに跨る変則的編成であったことを調整する都合上、2010年1月 - 同年3月の『泣かないと決めた日』は、同局の月9ドラマ『コード・ブルー ドクターヘリ緊急救命 the 2nd season』より2週間遅い1月26日にスタートとなる事態となった。
ハイビジョン制作の作品に関しては、アナログ放送では2010年4月期の『絶対零度〜未解決事件特命捜査〜』までサイドカットで放送されていたが、同年7月5日から、NHKと日本民間放送連盟の申し合わせにより、2011年7月のアナログ放送停波と地上デジタル放送への完全移行を前提にNHKや全民放の番組の大半がレターボックス放送に移行されたのに伴い、2010年7月期の『ジョーカー 許されざる捜査官』からレターボックス放送に移行した。なお、2009年10月の『オトメン（乙男）〜秋〜』はアナログではレターボックスだった土曜ドラマからの移動としての形で、それに合わせてレターボックスで放送された。
1998年10月から1999年3月までの半年間、フジテレビ系列では20時・21時・22時と3本立てでドラマが放送されていた（火曜22時枠は関西テレビ制作）。また、その後2001年4月から2003年8月には、20時台に時代劇路線が編成され、3連続3本立てドラマが復活、その時代劇路線は2003年10月から2004年3月まで19時枠になったため、20時台のバラエティを挟んでの3本立て放送となった。
2015年1月 - 3月放送の『ゴーストライター』の最終回をもって、数多くのヒット作品を世に送り出した「火9」はフジテレビ制作としては廃枠、後継番組は関西テレビの制作枠に移行、同局の制作によるバラエティ番組『発見!なるほどレストラン』が放送開始された。これにより、フジテレビ21時枠の1時間ドラマ枠は「月9」だけとなるが、1年後の2016年4月より、かつて『ドラマチック・サンデー』を放送した日曜21時枠にドラマを再設置、わずか1年で21時枠ドラマが2体制に戻る。その後はフジテレビは21時枠の1時間ドラマ枠が3枠だったが、2017年の改編をもって日曜21時枠のドラマが終了し、再び2体制に戻る。
なお、本枠のドラマが廃止されたが、代わりに同年4月から、『土ドラ(第2期)』が半年ぶりにスタートすることになった。しかし、その枠も2016年春からは長らく放送してきた「昼ドラ」に取って代わる形で、制作局が東海テレビ放送に移管され、フジテレビ制作の連続ドラマ枠は1枠減ってしまうことになった。
だが、2016年秋改編から、関西テレビ制作の火曜22時枠連続ドラマが前述のバラエティ枠との交換で火曜21時枠に放送枠を移動することになり、制作局は異なるが1年半ぶりにフジテレビ系列の火曜21時枠の連続ドラマ枠が復活。しかし、2021年秋改編で月曜22時枠のバラエティ枠と当枠が交換される形で、月曜22時枠に放送枠を移動・復活することになった。これにより、1996年4月から続いたフジテレビ系列の火曜日の連続ドラマ枠は全廃となり、1996年3月以来に火曜21時台・22時台はバラエティ枠に移行された。フジテレビ21時枠の1時間ドラマ枠は「月9」だけとなっていたが、2023年10月より、「金9ドラマ」が新設され、フジテレビでの21時台のドラマ枠は2枠となった。なお、空いた火曜21時台は月曜22時台で放送していた関西テレビ制作のバラエティ番組が放送されている。
2022年10月から民放キー局にとっては、テレビ朝日が『火曜9時ドラマ』として7年半ぶりに復活することになった。さらにそれから遅れを取ること半年後の2023年4月より、23時台前半枠（COOL TV）にカンテレ制作の新設連続ドラマ枠『火ドラ★イレブン』が放送されることになり、ノンプライムではあるが、CX系の火曜ドラマが1年半ぶりに夜間の時間帯に復帰した。
2024年10月改編で「金9ドラマ」を火曜21時台に枠移動。フジテレビ制作では2015年3月以来9年半ぶりに復活した。フジテレビ系列で火曜21時枠のドラマ枠が復活するのは関西テレビ制作の2021年9月以来3年ぶりとなる。なお、テレビ朝日の火曜9時ドラマは引き続き継続だが、本枠ドラマとテレ朝火曜9時ドラマ枠が重なるのは、1971年10月 - 12月間での本枠の『いじわるばあさん』、テレ朝（当時「NET」）の時代劇『大忠臣蔵』以来53年振りで、「双方とも1時間枠」・「1975年3月31日の腸捻転解消後」・「NETが『テレビ朝日』に改名」では史上初となる。

## 火9枠平均視聴率10傑
| 位 | 作品名               | 放送年 | 視聴率 |
| -- | -------------------- | ------ | ------ |
| 1  | 古畑任三郎3rd season | 1999年 | 25.1%  |
| 2  | 神様、もう少しだけ   | 1998年 | 22.5%  |
| 3  | 救命病棟24時2        | 2001年 | 20.3%  |
| 3  | 救命病棟24時1        | 1999年 | 20.3%  |
| 5  | ナースのお仕事3      | 2000年 | 19.2%  |
| 5  | ナースのお仕事2      | 1997年 | 19.2%  |
| 5  | 救命病棟24時4        | 2009年 | 19.2%  |
| 5  | 救命病棟24時3        | 2005年 | 19.2%  |
| 9  | 踊る大捜査線         | 1997年 | 18.2%  |
| 10 | WITH LOVE            | 1998年 | 18.1%  |

## 火9枠最高視聴率10傑
| 位 | 作品名               | 放送年 | 視聴率          |
| -- | -------------------- | ------ | --------------- |
| 1  | 神様、もう少しだけ   | 1998年 | 28.3%（最終回） |
| 1  | 古畑任三郎3rd season | 1999年 | 28.3%（最終回） |
| 3  | 救命病棟24時2        | 2001年 | 25.4%（最終回） |
| 4  | 救命病棟24時1        | 1999年 | 24.0%（初回）   |
| 5  | WITH LOVE            | 1998年 | 23.6%（最終回） |
| 6  | 踊る大捜査線         | 1997年 | 23.1%（最終回） |
| 7  | WATER BOYS2          | 2004年 | 22.8%（最終回） |
| 8  | ナースのお仕事3      | 2000年 | 22.7%（初回）   |
| 9  | 総理と呼ばないで     | 1997年 | 22.6%（初回）   |
| 10 | ナースのお仕事       | 1996年 | 22.1%（最終回） |

## 作品の一覧

### 第1期・1962年-1971年
放送枠は全て21:00 - 21:30。
| 期間 | 作品名                          | 原作                                           | 主演 | 主題歌 | キャッチコピー | 備考(制作など)     | 平均視聴率 | 最高視聴率 |
| --- | ------------------------------- | ---------------------------------------------- | ---- | ------ | -------------- | ------------------ | ---------- | ---------- |
| 1962年10月2日 - 1963年4月9日                                                                               | 君の名は                        |                                                |      |        |                | ※日曜20:30に移動。 |            |            |
| ドラマ中断。プロ野球中継および映画を放送                                                                   |                                 |                                                |      |        |                |                    |            |            |
| 1963年10月8日 - 12月24日                                                                                   | 私の幽霊                        |                                                |      |        |                |                    |            |            |
| 1964年1月 - 4月                                                                                            | ママは大学一年生                |                                                |      |        |                | ※海外作品。        |            |            |
| ドラマ中断。プロ野球中継および映画を放送                                                                   |                                 |                                                |      |        |                |                    |            |            |
| 1964年10月6日 - 1965年4月                                                                                  | 西郷隆盛                        |                                                |      |        |                |                    |            |            |
| 連続ドラマ中断。プロ野球中継または映画『火曜映画劇場』、関西テレビ制作単発ドラマ『松本清張シリーズ』を放送 |                                 |                                                |      |        |                |                    |            |            |
| 1966年10月4日 - 1967年4月4日                                                                               | 娘と私                          |                                                |      |        |                |                    |            |            |
| ドラマ中断。『火曜映画劇場』を放送                                                                         |                                 |                                                |      |        |                |                    |            |            |
| 1967年10月3日 - 11月28日                                                                                   | 市子と令子（第1シリーズ）       |                                                |      |        |                |                    |            |            |
| 1967年12月 - 1968年3月                                                                                     | なかよし                        |                                                |      |        |                |                    |            |            |
| 連続ドラマ中断。単発ドラマ『良縁奇縁』を放送                                                               |                                 |                                                |      |        |                |                    |            |            |
| 1968年10月1日 - 1969年3月                                                                                  | 市子と令子（第2シリーズ）       |                                                |      |        |                |                    |            |            |
| ドラマ中断                                                                                                 |                                 |                                                |      |        |                |                    |            |            |
| 1970年10月6日 - 1971年1月26日                                                                              | 芝櫻                            |                                                |      |        |                |                    |            |            |
| ドラマ中断                                                                                                 |                                 |                                                |      |        |                |                    |            |            |
| 1971年10月12日 - 12月28日                                                                                  | いじわるばあさん（ドラマ第2作） | 長谷川町子（姉妹社刊（現・長谷川町子美術館）） |      |        |                |                    |            |            |

### 第2期・1996年以後
タイトル末尾の▲マークは共同テレビが製作した作品である（この場合、2010年9月までは「制作　フジテレビ、共同テレビ」となっていたが、同10月以後は「制作 フジテレビ、制作・著作 共同テレビ」となった。同様に他の外部プロダクションと共同制作する場合でも、このような表示に変更されている）。その他、制作プロダクション名のない作品はフジテレビの局制作。（制作・フジテレビドラマ制作センター、制作著作・フジテレビ）

### 1990年代
| 期間              | 作品名                     | 原作                                  | 脚本                       | 主演                 | 主題歌                                          | キャッチコピー                                                                                       | 備考(制作など)                       | 平均視聴率 | 最高視聴率 |
| ----------------- | -------------------------- | ------------------------------------- | -------------------------- | -------------------- | ----------------------------------------------- | --- | ------------------------------------ | ---------- | ---------- |
| 1996年4月 - 6月   | みにくいアヒルの子         | -                                     | 水橋文美江、山崎淳也       | 岸谷五朗             | 松山千春「君を忘れない」                        | 「勉強なんて、教えてやらねえ。」                                                                     |                                      |            |            |
| 1996年7月 - 9月   | ナースのお仕事             | -                                     | 江頭美智留                 | 観月ありさ、松下由樹 | 観月ありさ「PROMISE to PROMISE」                | 「みなさん、いろいろお大事に。」                                                                     |                                      |            |            |
| 1996年10月 - 12月 | こんな私に誰がした         | -                                     | 田辺満、戸田山雅司、松本稔 | 筒井道隆、武田真治   | 相馬裕子「星に願いを」                          | 「笑ってすませろ!!」                                                                                 |                                      |            |            |
| 1997年1月 - 3月   | 踊る大捜査線               | -                                     | 君塚良一                   | 織田裕二             | 織田裕二withマキシ・プリースト「Love Somebody」 | 「刑事課長、あした有休欲しいんスけど。」                                                             |                                      |            |            |
| 1997年4月 - 6月   | 総理と呼ばないで▲          | -                                     | 三谷幸喜                   | 田村正和             | 服部隆之                                        | 「史上最悪の総理、就任。」                                                                           |                                      |            |            |
| 1997年7月 - 9月   | 月の輝く夜だから           | -                                     | 橋部敦子                   | 江角マキコ           | エレファントカシマシ「今宵の月のように」        | 「月がくれた恋。」                                                                                   |                                      |            |            |
| 1997年10月 - 12月 | ナースのお仕事 2           | -                                     | 江頭美智留                 | 観月ありさ、松下由樹 | 観月ありさ「Days」                              | 「熱闘!!ナースステーション。」                                                                       |                                      |            |            |
| 1998年1月 - 3月   | きらきらひかる             | 郷田マモラ（講談社ヤンマガKC刊）      | 井上由美子                 | 深津絵里             | Mr.Children「ニシエヒガシエ」                   | 「恋もすればお酒も飲むし死体解剖すればオシャレもするんです。」                                       |                                      |            |            |
| 1998年4月 - 6月   | WITH LOVE                  | -                                     | 伴一彦、尾崎将也           | 竹野内豊、田中美里   | MY LITTLE LOVER「DESTINY」                      | 「近づくほどに、愛が遠くなる。」                                                                     |                                      |            |            |
| 1998年7月 - 9月   | 神様、もう少しだけ         | -                                     | 浅野妙子                   | 金城武、深田恭子     | LUNA SEA「I for You」                           | 「生きる意味など必要なかった男と、エイズウイルスに感染した少女。二人は出会い、命の全てで恋をした。」 |                                      |            |            |
| 1998年10月 - 12月 | 殴る女▲                    | -                                     | 田渕久美子                 | 和久井映見           | Mr.Children「終わりなき旅」                     | 「いちばん殴りたいのは、中途ハンパな私だ。」                                                         |                                      |            |            |
| 1999年1月 - 3月   | 救命病棟24時               | -                                     | 橋部敦子、福田靖、飯野陽子 | 江口洋介、松嶋菜々子 | DREAMS COME TRUE「朝がまた来る」                | 「運命なんかで、死なせない。」                                                                       |                                      |            |            |
| 1999年4月 - 6月   | 古畑任三郎（第3シーズン）▲ | -                                     | 三谷幸喜                   | 田村正和             | 本間勇輔                                        | 「シロをクロにする。」                                                                               | 第1・2シーズンは、「水曜劇場」で放送 |            |            |
| 1999年7月 - 9月   | 小市民ケーン▲              | -                                     | 橋部敦子、福島三郎         | 木梨憲武             | D-SHADE「ALONE」                                | 「かっこいい男のかっこいい話なんかあきあきだ。」                                                     |                                      |            |            |
| 1999年10月 - 12月 | OUT〜妻たちの犯罪〜▲       | 桐野夏生「OUT」（講談社講談社文庫刊） | 前川洋一                   | 田中美佐子           | 福山雅治「HEAVEN」                              | 「奥さん、人間は燃えるゴミですよ。」                                                                 |                                      |            |            |

### 2000年代
| 期間                           | 作品名                                     | 原作                                                           | 脚本                                                 | 主演                             | 主題歌 | キャッチコピー                                 | 備考（制作など）                                                                                             | 平均視聴率 | 最高視聴率 |
| ------------------------------ | ------------------------------------------ | -------------------------------------------------------------- | ---------------------------------------------------- | -------------------------------- | --- | ---------------------------------------------- | --- | ---------- | ---------- |
| 2000年1月 – 3月                | お見合い結婚                               | -                                                              | 吉田紀子                                             | 松たか子、ユースケ・サンタマリア | オープニング：野猿 feat. CA「First impression」 主題歌：松たか子「桜の雨、いつか」                                                          | 「とおい二人。」                               | |            |            |
| 2000年4月 – 9月                | ナースのお仕事 3                           | -                                                              | 両沢和幸、橋部敦子、金子ありさ                       | 観月ありさ、松下由樹             | 観月ありさ「BREAK ALL DAY!」「女神の舞」 |                                                | 2クール放送。                                                                                                |            |            |
| 2000年10月 – 12月              | 編集王▲                                    | 土田世紀（小学館ビッグコミックススピリッツ刊）                 | 秦建日子                                             | 原田泰造                         | 主題歌：TRICERATOPS「FALL AGAIN」 挿入歌：LUVandSOUL「Love is so beautiful」                                                                | 「抱かれたい男優ナンバーワンになってやる。」   | |            |            |
| 2001年1月 - 3月                | 女子アナ。▲                                |                                                                | 前川洋一                                             | 水野美紀                         | オープニング：EARTH「Is This Love」 主題歌：shela「feel」                                                                                   |                                                | |            |            |
| 2001年4月 - 6月                | 新・お水の花道▲                            | 城戸口静、理花「お水の花道」（講談社KCKiss刊）                 | 梅田みか                                             | 財前直見                         | オープニング：Luv Tina「Naked Heart」 主題歌：SURFACE「その先にあるもの」                                                                   | 「人生 近道より花道!」                         | 『お水の花道 女30歳ガケップチ』は、「水10」で放送                                                            |            |            |
| 2001年7月 - 9月                | 救命病棟24時（第2シリーズ）                | -                                                              | 福田靖、橋部敦子、飯野陽子、秦建日子、田辺満、林宏司 | 江口洋介                         | DREAMS COME TRUE「いつのまに」 |                                                | |            | ―          |
| 2001年10月 - 12月              | さよなら、小津先生▲                        | -                                                              | 君塚良一                                             | 田村正和                         | aiko「おやすみなさい」 | 「大人になろうよ、先生。」                     | |            | ―          |
| 2002年1月 - 3月                | 初体験▲                                    | -                                                              | 神山由美子                                           | 水野美紀                         | Do As Infinity「陽のあたる坂道」 | 「誰でも〝初めて〟の物語りがある。」           | |            | ―          |
| 2002年4月 - 6月                | 整形美人。▲                                | -                                                              | 吉田智子                                             | 米倉涼子                         | 主題歌：スガシカオ「アシンメトリー」 挿入歌：SILVA「Arcadia」                                                                               | 「キレイごとじゃ、キレイになれない。」         | |            | ―          |
| 2002年7月 - 9月                | ナースのお仕事4                            | -                                                              | 橋部敦子、金子ありさ、両沢和幸、飯野陽子             | 観月ありさ、松下由樹             | 観月ありさ「Love Potion」 | 「患者のみなさま、お・ま・た・せ!」            | |            | ―          |
| 2002年10月 - 12月              | DOUBLE SCORE▲                              | -                                                              | 寺田敏雄                                             | 反町隆史、押尾学                 | 主題歌：CHEMISTRY「It Takes Two」 挿入歌：ボン・ジョヴィ「Bounce」                                                                          |                                                | |            | ―          |
| 2003年1月 - 3月                | お義母さんといっしょ                       | -                                                              | 金子ありさ                                           | 宇津井健                         | Every Little Thing「nostalgia」 |                                                | |            | ―          |
| 2003年4月 - 6月                | 顔▲                                        | 横山秀夫（出版社不詳）                                         | 高橋留美                                             | 仲間由紀恵、オダギリジョー       | Nao「君があなたが」 |                                                | |            |            |
| 2003年7月 - 9月                | WATER BOYS▲                                | -                                                              | 橋本裕志、中谷まゆみ                                 | 山田孝之                         | 福山雅治「虹」 | 「男子ン・イン・ザ・プール!」                  | この作品以降HD（高精細度テレビジョン放送）制作                                                               |            |            |
| 2003年10月 - 12月              | あなたの隣に誰かいる                       | -                                                              | 坂元裕二                                             | いかりや長介                     | B'z「アラクレ」 | 「ソノ町ハ、ミンナ、ユガンデル。」             | |            |            |
| 2004年1月 - 3月                | FIRE BOYS 〜め組の大吾〜                   | 曽田正人「め組の大吾」（小学館少年サンデーコミックス刊）       | 吉田智子                                             | 山田孝之                         | ORANGE RANGE「ミチシルベ〜a road home〜」                                                                                                   | 「ヒマガイチバン。」                           | |            |            |
| 2004年4月 - 6月                | ワンダフルライフ▲                          | -                                                              | 福田靖                                               | 反町隆史                         | 平井堅「キミはともだち」 | 「みんなで見る夢は、あきらめるのが難しい。」   | |            |            |
| 2004年7月 - 9月                | WATER BOYS2▲                               | -                                                              | 橋本裕志、中谷まゆみ                                 | 市原隼人                         | 福山雅治「虹 〜もうひとつの夏〜」 | 「祝 シンクロ解禁!!」                          | |            |            |
| 2004年10月 - 12月              | めだか▲                                    | -                                                              | 相沢友子                                             | ミムラ                           | スピッツ「正夢」 |                                                | |            |            |
| 2005年1月 - 3月                | 救命病棟24時（第3シリーズ）                | -                                                              | 福田靖                                               | 江口洋介、松嶋菜々子             | DREAMS COME TRUE「何度でも」 | 「命を救うたび、希望が生まれていく。」         | |            |            |
| 2005年4月 - 6月                | 離婚弁護士II〜ハンサムウーマン〜           | -                                                              | 林宏司                                               | 天海祐希                         | 主題歌：星村麻衣「EVERY」 挿入歌：ケリ・ノーブル「夢がかなうまで」                                                                          |                                                | パート1は、「木曜劇場」で放送                                                                                |            | ―          |
| 2005年7月 - 9月                | 海猿 -UMIZARU EVOLUTION-▲                  | 佐藤秀峰、小森陽一（小学館ヤングサンデーコミックス刊）         | 福田靖                                               | 伊藤英明                         | B'z「OCEAN」 |                                                | |            | ―          |
| 2005年10月 - 12月              | 1リットルの涙▲                             | 木藤亜也（幻冬舎幻冬舎文庫刊）                                 | 江頭美智留、大島里美                                 | 沢尻エリカ                       | 主題歌：K「Only Human」 挿入歌：レミオロメン「粉雪「3月9日」                                                                                | 「泣きながら、生きた。生きたくて、泣いた」     | |            | ―          |
| 2006年1月 - 3月                | Ns'あおい▲                                 | こしのりょう（講談社モーニングKC刊）                           | 吉田智子                                             | 石原さとみ                       | オープニング：オオゼキタク「Destination」 主題歌：コブクロ「桜」                                                                            | 「君がいるから、がんばれる。」                 | |            | ―          |
| 2006年4月 - 6月                | アテンションプリーズ▲                      | -                                                              | 後藤法子、永田優子                                   | 上戸彩                           | 木村カエラ「OH PRETTY WOMAN」 | 「飛ぶよ♥」                                    | |            | ―          |
| 2006年7月 - 9月                | ダンドリ。〜Dance☆Drill〜▲                 | -                                                              | 横内謙介、半澤律子                                   | 榮倉奈々                         | UVERworld「SHAMROCK」 |                                                | |            | ―          |
| 2006年10月 - 12月              | 役者魂!▲                                   | -                                                              | 君塚良一                                             | 松たか子、藤田まこと             | 主題歌：松たか子「みんなひとり」 挿入歌：竹内まりや「スロー・ラヴ」                                                                         |                                                | |            | ―          |
| 2007年1月 - 3月                | 今週、妻が浮気します ▲                     | -                                                              | 吉田智子                                             | ユースケ・サンタマリア           | オープニング：クレイジーケンバンド「た・す・け・て」 主題歌：クレイジーケンバンド「てんやわんやですよ」 挿入歌：My Little Lover「あふれる」 |                                                | |            | ―          |
| 2007年4月 - 6月                | 花嫁とパパ▲                                | -                                                              | いずみ吉紘、小川智子                                 | 石原さとみ                       | 加藤ミリヤ「My Girl feat. COLOR」 |                                                | |            | ―          |
| 2007年7月 - 9月                | 花ざかりの君たちへ〜イケメン♂パラダイス〜▲ | 中条比紗也「花ざかりの君たちへ」（白泉社花とゆめコミックス刊） | 武藤将吾                                             | 堀北真希                         | オープニング：ORANGE RANGE「イケナイ太陽」 主題歌：大塚愛「PEACH」                                                                          |                                                | |            | ―          |
| 2007年10月 - 12月              | 暴れん坊ママ▲                              |                                                                | 大石静                                               | 上戸彩                           | mihimaru GT「I SHOULD BE SO LUCKY」 | 「ママ社会に宣戦布告!!」                       | |            | ―          |
| 2008年1月 - 3月                | ハチミツとクローバー                       | 羽海野チカ（集英社クイーンズコミックス刊）                     | 金子茂樹                                             | 成海璃子                         | 平井堅「キャンバス」 | 「あの日世界中の一番を閉じこめて生きていた。」 | |            | ―          |
| 2008年4月 - 6月                | 絶対彼氏〜完全無欠の恋人ロボット〜▲        | 渡瀬悠宇「絶対彼氏。」（小学館Sho-comiフラワーコミックス刊）   | 根津理香                                             | 速水もこみち                     | 絢香「おかえり」 |                                                | |            | ―          |
| 2008年7月 - 9月                | シバトラ〜童顔刑事・柴田竹虎〜▲            | 安童夕馬、朝基まさし「シバトラ」（講談社少年マガジンKC刊）     | 武藤将吾                                             | 小池徹平                         | Every Little Thing「あたらしい日々」 | 「コイツはキケンな童顔刑事。」                 | |            | ―          |
| 2008年10月 - 12月              | セレブと貧乏太郎▲                          |                                                                | 徳永友一                                             | 上戸彩、上地雄輔                 | いきものがかり「気まぐれロマンティック」 |                                                | |            | ―          |
| 2009年1月 - 3月                | メイちゃんの執事▲                          | 宮城理子（集英社マーガレットコミックス刊）                     | 古家和尚                                             | 水嶋ヒロ、榮倉奈々               | ROCK'A'TRENCH「My SunShine」 | 「私の執事は5ツ星★★★★★」                       | |            | ―          |
| 2009年4月 - 6月                | アタシんちの男子▲                          | -                                                              | 武藤将吾                                             | 堀北真希                         | GIRL NEXT DOOR 「Infinity」 |                                                | |            | ―          |
| 2009年7月 - 9月                | 救命病棟24時（第4シリーズ）▲               | -                                                              | 二木洋樹、一色伸幸、高山直也、林誠人、小川真         | 江口洋介、松嶋菜々子             | DREAMS COME TRUE feat. FUZZY CONTROL「その先へ」                                                                                            | 「医療を、救命せよ。」                         | |            | ―          |
| 2009年10月 - 11月3日           | オトメン（乙男）〜秋〜                     | 菅野文（白泉社花とゆめコミックス刊）                           | 野口照夫、半澤律子、吹原幸太                         | 岡田将生、夏帆                   | 柴咲コウ「ラバソー 〜lover soul〜」 |                                                | 前作「オトメン（乙男）〜夏〜」は、「土曜ドラマ」で放送。 地上アナログ放送では16：9レターボックス映像で放送。 |            | ―          |
| 2009年11月10日 ‐ 2010年1月19日 | LIAR GAME（Season2）                       | 甲斐谷忍（集英社ヤングジャンプコミックス刊）                   | 黒岩勉                                               | 戸田恵梨香、松田翔太             | 中田ヤスタカ（capsule） | 「世界中のウソつきたちへ。」                   | Season2は、「土曜ドラマ」で放送                                                                              |            |            |

### 2010年代
| 期間              | 作品名                                        | 原作                                                 | 脚本                                                     | 主演             | 主題歌                                          | キャッチコピー                                                                  | 備考(制作など) | 平均視聴率 | 最高視聴率 |
| ----------------- | --------------------------------------------- | ---------------------------------------------------- | -------------------------------------------------------- | ---------------- | ----------------------------------------------- | ------------------------------------------------------------------------------- | -------------- | ---------- | ---------- |
| 2010年1月 – 3月   | 泣かないと決めた日▲                           |                                                      | 渡辺千穂                                                 | 榮倉奈々         | miwa「don't cry anymore」                       | 「イジメは子供だけのものですか。」                                              |                |            |            |
| 2010年4月 – 6月   | 絶対零度 〜未解決事件特命捜査〜（Season1）    |                                                      | 酒井雅秋、浜田秀哉、中邨武尊、谷和俊                     | 上戸彩           | LOVE PSYCHEDELICO「Dry Town 〜Theme of Zero〜」 | 「この世には、「未解決」という名の地獄がある。」                                |                |            |            |
| 2010年7月 – 9月   | ジョーカー 許されざる捜査官▲                  |                                                      | 武藤将吾                                                 | 堺雅人           | RIP SLYME「SCAR」                               | 「真犯人よ、闇で消えろ。」                                                      |                |            |            |
| 2010年10月 – 12月 | フリーター、家を買う。▲                       | 有川浩（幻冬舎刊）                                   | 橋部敦子                                                 | 二宮和也         | 嵐「果てない空」                                | 「家族、やりなおし。」                                                          |                |            |            |
| 2011年1月 - 3月   | CONTROL〜犯罪心理捜査〜▲                      |                                                      | 寺田敏雄、田辺満、高山直也、中村功一、吉高寿男、佐伯俊道 | 松下奈緒         | 桑田佳祐「銀河の星屑」                          | 「心が解ければ、事件が解ける。」                                                |                |            |            |
| 2011年4月 - 6月   | 名前をなくした女神                            |                                                      | 渡辺千穂                                                 | 杏               | アンジェラ・アキ「始まりのバラード」            | 「ようこそ、ママ友の世界へ。」                                                  | 制作著作：FCC  |            |            |
| 2011年7月 - 9月   | 絶対零度 〜特殊犯罪潜入捜査〜（Season2）▲     |                                                      | 酒井雅秋、浜田秀哉、黒岩勉                               | 上戸彩           | LOVE PSYCHEDELICO「It's You」                   | 「潜め、守るために。偽れ、救うために。」                                        |                |            | ―          |
| 2011年10月 - 12月 | 謎解きはディナーのあとで▲                     | 東川篤哉（小学館刊）                                 | 黒岩勉                                                   | 櫻井翔           | 嵐「迷宮ラブソング」                            |                                                                                 |                |            | ―          |
| 2012年1月 - 3月   | ストロベリーナイト▲                           | 誉田哲也（光文社光文社文庫刊・姫川玲子シリーズより） | 林誠人、黒岩勉、旺季志ずか                               | 竹内結子         | GReeeeN「ミセナイナミダハ、きっといつか」       | 「あの時、私は死に、そして生まれた。」 「アタマの中で、殺人犯が巣喰っている。」 |                |            | ―          |
| 2012年4月 - 6月   | リーガル・ハイ（第1シリーズ）▲                |                                                      | 古沢良太                                                 | 堺雅人、新垣結衣 | PES「女神のKISS」                               | 「愛も、法も、嘘がすき♥」                                                       |                |            | ―          |
| 2012年7月 - 9月   | 息もできない夏▲                               |                                                      | 渡辺千穂                                                 | 武井咲           | BUMP OF CHICKEN「firefry」                      | 「私は、ここにいるのに、どこにもいない。」                                      |                |            | ―          |
| 2012年10月 - 12月 | 遅咲きのヒマワリ〜ボクの人生、リニューアル〜▲ |                                                      | 橋部敦子                                                 | 生田斗真         | Mr.Children「常套句」                           | 「美しくなんて、咲けない。」                                                    |                |            | ―          |
| 2013年1月 - 3月   | ラストホープ                                  |                                                      | 浜田秀哉                                                 | 相葉雅紀         | 嵐「Calling」                                   | 「いま、どこまで救うべきか。」                                                  |                |            | ―          |
| 2013年4月 - 6月   | 鴨、京都へ行く。-老舗旅館の女将日記-          |                                                      | 森ハヤシ、酒井雅秋、岩下悠子                             | 松下奈緒         | 椎名林檎「いろはにほへと」                      | 「上羽鴨28歳、私が噂のエリート女将!」                                           | 製作著作：東映 |            |            |
| 2013年7月 - 9月   | 救命病棟24時（第5シリーズ）                   |                                                      | 飯野陽子、ひかわかよ                                     | 松嶋菜々子       | DREAMS COME TRUE「さぁ鐘を鳴らせ」              | 「命とは、希望のことだと思う。」                                                |                |            |            |
| 2013年10月 - 12月 | ミス・パイロット                              |                                                      | 櫻井剛、池上純哉、小峯裕之                               | 堀北真希         | kaho「every hero」                              | 「私は空に恋をした。」                                                          |                |            |            |
| 2014年1月 - 3月   | 福家警部補の挨拶▲                             | 大倉崇裕（東京創元社創元推理文庫刊）                 | 正岡謙一郎、麻倉圭司、丸茂周                             | 檀れい           | 横山克                                          | 「殺人者よ、しつこい女は嫌いですか?」                                           |                |            |            |
| 2014年4月 - 6月   | ビター・ブラッド〜最悪で最強の親子刑事〜      | 雫井脩介（幻冬舎幻冬舎文庫刊）                       | 小山正太、小峯裕之                                       | 佐藤健、渡部篤郎 | Mayday「Do You Ever Shine?」                    |                                                                                 |                |            |            |
| 2014年7月 - 9月   | あすなろ三三七拍子▲                           | 重松清（毎日新聞出版刊）                             | 吉田紀子、ふじきみつ彦                                   | 柳葉敏郎         | スピッツ「愛のことば -2014mix-」                | 「出向先は、応援団。」                                                          |                |            |            |
| 2014年10月 - 12月 | すべてがFになる▲                              | 森博嗣（講談社講談社文庫刊・S&Mシリーズより）        | 黒岩勉、小山正太                                         | 武井咲、綾野剛   | ゲスの極み乙女。「デジタルモグラ」              | 「この犯罪に、最も美しい答えを。」                                              |                |            |            |
| 2015年1月 ‐ 3月   | ゴーストライター▲                             |                                                      | 橋部敦子                                                 | 中谷美紀         | androp「Ghost」                                 | 「私は愛されたい。それが偽りの私でも。」                                        |                |            |            |

### 第3期・2024年以降
| 期間              | 作品名                                | 原作                                | 脚本     | 主演                     | 主題歌                                                                | キャッチコピー                           | 備考（制作など）     | 平均視聴率 | 最高視聴率 |
| ----------------- | ------------------------------------- | ----------------------------------- | -------- | ------------------------ | --------------------------------------------------------------------- | ---------------------------------------- | -------------------- | ---------- | ---------- |
| 2024年10月 - 12月 | オクラ〜迷宮入り事件捜査〜            | -                                   | 武藤将吾 | 反町隆史 杉野遥亮        | Kroi「Jewel」                                                         | 「このふたり、混ぜると危険。」           | 制作協力：FILM       | -          | -          |
| 2025年1月 - 3月   | アイシー〜瞬間記憶捜査・柊班〜        | -                                   | 高橋悠也 | 波瑠                     | ずっと真夜中でいいのに。 「シェードの埃は延長」                       | 「焼き付ける。全ての一瞬を。」           | 制作著作：共同テレビ | -          | -          |
| 2025年4月 - 6月   | 人事の人見                            | -                                   | 冨坂友   | 松田元太（Travis Japan） | 宮本浩次 「Today -胸いっぱいの愛を-」                                 | 「ストレス社会で頑張る、みんなの味方。」 | 制作著作：共同テレビ | -          | -          |
| 2025年7月 - 9月   | スティンガース 警視庁おとり捜査検証室 | -                                   | 徳尾浩司 | 森川葵                   | オープニング：harha 「マスカレード」 主題歌： パイロット 「マジック」 | 「正義は、正体不明。」                   | 制作協力：イカロス   | -          | -          |
| 2025年10月 - 12月 | 新東京水上警察                        | 吉川英梨 「新東京水上警察シリーズ」 | 我人祥太 | 佐藤隆太                 |                                                                       |                                          | 制作協力：共同テレビ | -          | -          |

## ネット局
FNS28局フルネットで放送。作品によって初回と最終回では放送時間が拡大され、『救命病棟24時』第1・第2・第4シリーズ、『ナースのお仕事』、『WATER BOYS2』、『花ざかりの君たちへ〜イケメン♂パラダイス〜』では最終回を2時間スペシャルにして放送した。
| 放送対象地域   | 放送局                    | 系列                                         | 放送時間             | ネット状況 |
| -------------- | ------------------------- | -------------------------------------------- | -------------------- | ---------- |
| 関東広域圏     | フジテレビ（CX）          | フジテレビ系列                               | 火曜 21:00 - 21:54   | 制作局     |
| 北海道         | 北海道文化放送（uhb）     | フジテレビ系列                               | 火曜 21:00 - 21:54   | 同時ネット |
| 岩手県         | 岩手めんこいテレビ（mit） | フジテレビ系列                               | 火曜 21:00 - 21:54   | 同時ネット |
| 宮城県         | 仙台放送（OX）            | フジテレビ系列                               | 火曜 21:00 - 21:54   | 同時ネット |
| 秋田県         | 秋田テレビ（AKT）         | フジテレビ系列                               | 火曜 21:00 - 21:54   | 同時ネット |
| 山形県         | さくらんぼテレビ（SAY）   | フジテレビ系列                               | 火曜 21:00 - 21:54   | 同時ネット |
| 福島県         | 福島テレビ（FTV）         | フジテレビ系列                               | 火曜 21:00 - 21:54   | 同時ネット |
| 新潟県         | 新潟総合テレビ（NST）     | フジテレビ系列                               | 火曜 21:00 - 21:54   | 同時ネット |
| 長野県         | 長野放送（NBS）           | フジテレビ系列                               | 火曜 21:00 - 21:54   | 同時ネット |
| 静岡県         | テレビ静岡（SUT）         | フジテレビ系列                               | 火曜 21:00 - 21:54   | 同時ネット |
| 富山県         | 富山テレビ（BBT）         | フジテレビ系列                               | 火曜 21:00 - 21:54   | 同時ネット |
| 石川県         | 石川テレビ（ITC）         | フジテレビ系列                               | 火曜 21:00 - 21:54   | 同時ネット |
| 福井県         | 福井テレビ（FTB）         | フジテレビ系列                               | 火曜 21:00 - 21:54   | 同時ネット |
| 中京広域圏     | 東海テレビ（THK）         | フジテレビ系列                               | 火曜 21:00 - 21:54   | 同時ネット |
| 近畿広域圏     | 関西テレビ（KTV）         | フジテレビ系列                               | 火曜 21:00 - 21:54   | 同時ネット |
| 島根県・鳥取県 | 山陰中央テレビ（TSK）     | フジテレビ系列                               | 火曜 21:00 - 21:54   | 同時ネット |
| 岡山県・香川県 | 岡山放送（OHK）           | フジテレビ系列                               | 火曜 21:00 - 21:54   | 同時ネット |
| 広島県         | テレビ新広島（tss）       | フジテレビ系列                               | 火曜 21:00 - 21:54   | 同時ネット |
| 愛媛県         | テレビ愛媛（EBC）         | フジテレビ系列                               | 火曜 21:00 - 21:54   | 同時ネット |
| 高知県         | 高知さんさんテレビ（KSS） | フジテレビ系列                               | 火曜 21:00 - 21:54   | 同時ネット |
| 福岡県         | テレビ西日本（TNC）       | フジテレビ系列                               | 火曜 21:00 - 21:54   | 同時ネット |
| 佐賀県         | サガテレビ（STS）         | フジテレビ系列                               | 火曜 21:00 - 21:54   | 同時ネット |
| 長崎県         | テレビ長崎（KTN）         | フジテレビ系列                               | 火曜 21:00 - 21:54   | 同時ネット |
| 熊本県         | テレビくまもと（TKU）     | フジテレビ系列                               | 火曜 21:00 - 21:54   | 同時ネット |
| 大分県         | テレビ大分（TOS）         | 日本テレビ系列 フジテレビ系列                | 火曜 21:00 - 21:54   | 同時ネット |
| 宮崎県         | テレビ宮崎（UMK）         | フジテレビ系列 日本テレビ系列 テレビ朝日系列 | 火曜 21:00 - 21:54   | 同時ネット |
| 鹿児島県       | 鹿児島テレビ（KTS）       | フジテレビ系列                               | 火曜 21:00 - 21:54   | 同時ネット |
| 沖縄県         | 沖縄テレビ（OTV）         | フジテレビ系列                               | 火曜 21:00 - 21:54   | 同時ネット |
| 青森県         | 青森放送（RAB）           | 日本テレビ系列                               | 土曜 12:00 - 12:55   | 遅れネット |
| 山梨県         | 山梨放送（YBS）           | 日本テレビ系列                               | 平日午前に不定期放送 | 遅れネット |
| 山口県         | テレビ山口（tys）         | TBS系列                                      | 平日午後に不定期放送 | 遅れネット |

## 備考
- 2015年3月までは放送後、直近の連続ドラマである関西テレビ制作・火曜夜10時枠の連続ドラマの予告が放送されていた。